# Verbascum vandasii
Verbascum vandasii är en flenörtsväxtart som först beskrevs av Josef Joseph Rohlena, och fick sitt nu gällande namn av Josef Joseph Rohlena. Verbascum vandasii ingår i släktet kungsljus, och familjen flenörtsväxter. Inga underarter finns listade i Catalogue of Life.